# Збуйно (гміна)
Гміна Збуйно (пол. Gmina Zbójno) — сільська гміна у північній Польщі. Належить до Ґолюбсько-Добжинського повіту Куявсько-Поморського воєводства.
Станом на 31 грудня 2011 у гміні проживало 4445 осіб.

## Площа
Згідно з даними за 2007 рік площа гміни становила 84.38 км², у тому числі:
- орні землі: 86.00%
- ліси: 2.00%

Таким чином, площа гміни становить 13.77% площі повіту.

## Населення
Станом на 31 грудня 2011:
| Опис     | Загалом | Загалом | Чоловіки | Чоловіки | Жінки | Жінки |
| -------- | ------- | ------- | -------- | -------- | ----- | ----- |
| одиниця  | осіб    | %       | осіб     | %        | осіб  | %     |
| все      | 4445    | 100     | 2260     | 50.84    | 2185  | 49.16 |
| міське   | 0       | 100     | 0        |          | 0     |       |
| сільське | 4445    | 100     | 2260     | 50.84    | 2185  | 49.16 |

## Сусідні гміни
Гміна Збуйно межує з такими гмінами: Бжузе, Хростково, Цехоцин, Черніково, Ґолюб-Добжинь, Кікул, Радомін.